# Sportiviteit
Sportiviteit is een begrip dat ongeveer overeenkomt met het ethos van de sport. Het omvat het gedrag dat van een goed sportman of -vrouw wordt verwacht wanneer hij of zij de sport uitoefent. Sportiviteit is het naleven van de geschreven en de ongeschreven regels die bij een sport horen. 
Een andere betekenis van de uitdrukking is het beoefenen van een of meerdere sporten. Wanneer iemand dus beweert dat Alex sportief is, kan hij zowel bedoelen dat Alex veel aan sport doet, als dat Alex zich gedraagt zoals dat van een sportman verwacht kan worden.
Het tegengestelde van sportief is onsportief. Voorbeelden van onsportief gedrag zijn legio, zoals het niet tegen het verlies kunnen of na een overwinning extra zout in de wonde wrijven door de tegenstander belachelijk te maken.

## Sancties
Wie zich niet sportief gedraagt zal hier vaak gevolgen van ondervinden. Meestal zullen de scheidsrechter, de trainer, de coach of eventueel teamgenoten de sporter op diens onsportieve gedrag aanspreken. De spelregels voorzien vaak in sancties.
Het zal voor de tegenstander vaak aanleiding zijn zich eveneens onsportief te gedragen waardoor het plezier in de sport afneemt. Het kan escaleren tot verbale of zelfs fysieke conflicten met de tegenstander(s), waarbij soms zelfs een team- of clubvete kan ontstaan. Ook kunnen de team- of clubgenoten het (herhaalde) gedrag zo stuitend vinden, dat de sporter op de club in een sociaal isolement terechtkomt.
In de zwaardere gevallen kan een club of bond optreden. Een boete, schorsing of verwijdering zijn de middelen in hun arsenaal. In de meest extreme gevallen, bijvoorbeeld bij dopinggebruik of fraude, kan aangifte worden gedaan bij justitie waarop een strafvervolging kan volgen. 
Wanneer de onsportiviteit schade heeft veroorzaakt (bijvoorbeeld lichamelijk letsel door het opzettelijk niet naleven van veiligheidsvoorschriften) kan de dader in een civielrechtelijke procedure voor de schade worden aangesproken. Hierbij geldt wel het leerstuk van risicoaanvaarding: wie deelneemt aan een sport accepteert een verhoogd risico en kan daarom minder snel iemand aanspreken dan buiten het sportveld. Dit heeft met name betrekking op de eigen schade. De Hoge Raad aanvaardt geen zelfstandige rechtsfiguur van risicoaanvaarding als rechtvaardigingsgrond die de aansprakelijkheid uitsluit. De vraag of er sprake is van vermindering van aansprakelijkheid gaat immers geheel op in de vraag enerzijds of een gedraging als onrechtmatig kan worden aangemerkt, en anderzijds in de vraag of er sprake is van vermindering of wegvallen van aansprakelijkheid op grond van art. 6:101 BW (Natraparrest). In het geval dat een sporter bewust aan een sportieve gedraging deelneemt is daar de bekendheid met het gevaar en staat dit er niet aan in de weg dat er sprake kan zijn van een vergoeding (arrest Manege Nieuw Amstelland).

## Invulling
De precieze invulling van sportiviteit verschilt zowel geografisch als per sport. Algemeen gelden de volgende normen. In veel gevallen worden de normen expliciet in de spelregels opgenomen, in andere gevallen zijn ze ongeschreven. Sportiviteit is:
- Je aan de spelregels houden, dus niet valsspelen. Ook niet als de scheidsrechter het toevallig niet ziet;
- Je niet schuldig maken aan spelbederf;
- De scheidsrechter diens autoriteit respecteren. De "scheids" heeft altijd gelijk;
- De tegenstander respecteren. Soms houdt dit in diens hand van tevoren te schudden of voor hem te buigen (karate, judo). Soms houdt dit additionele hoffelijkheidsregels in, zoals bij een blessure de tegenpartij de kans geven de geblesseerde te wisselen of de tegenstander materiaal lenen;
- Je moet tegen je verlies kunnen en je emoties beheersen. Vloeken, schuttingtaal, obscene of beledigende gebaren, beledigingen van andere spelers of de scheidsrechter, stampen op sportmateriaal of dit gefrustreerd weggooien, spugen e.d. worden allemaal gezien als onacceptabel gedrag;
- Je speelt naar beste vermogen, ook als dit een rivaal vooruit helpt in een competitie of als dit leidt tot een sterke tegenstander in de na de groepsfase volgende knock-outfase, en onafhankelijk van eventuele uitstaande weddenschappen.
- Als de tegenstander zich onsportief gedraagt de zelfbeheersing behouden en jezelf sportief blijven opstellen;
- Je bij een uitwedstrijd als een goed gast gedragen en bij een thuiswedstrijd als een goed gastheer;
- De velden of faciliteiten en kleedkamers netjes houden, met name bij een uitwedstrijd;
- Je speelt een partij gewoon uit, ook als je geen kans meer hebt om nog te winnen of zelfs het verlies zeker is. Weglopen van het sportveld wordt als zeer onsportief gezien.
- Altijd de veiligheid van jezelf, de tegenstander, de scheidsrechter en het publiek waarborgen. Mocht er sprake zijn van letsel of gevaar dan dient het spel direct te worden stilgelegd.

## Sportiviteit buiten het veld
Ook buiten het sportveld gelden sportiviteitsnormen, zoals:
- Een op het sportveld begonnen vete mag niet voortgezet worden buiten het veld;
- Het publiek dient zich te gedragen. In die zin worden het uiten van kwetsende leuzen of door het volkslied van een buitenlandse tegenstander heen schreeuwen als onsportief beschouwd. Uiteraard geldt dit in nog sterkere mate voor objecten zoals WC-papier, blikjes of vuurwerk het veld opgooien en het lastigvallen van publiek voor de tegenpartij en hooliganisme. Bij honkbalwedstrijden in de Verenigde Staten houdt dit zelfs in dat het publiek in sommige gevallen voor een knappe actie van de tegenpartij applaudisseert;
- Anderzijds dienen de spelers en coaches ook het publiek niet lastig te vallen of te beledigen;
- Sportmateriaal en -vaardigheden mogen in geen geval als wapens gebruikt worden, tenzij uit zelfverdediging. Hierbij moet men vooral denken aan hockeysticks, honkbalknuppels, golfclubs, of gebruik van vechtsporttechnieken door o.a. judoka's, karateka's, boksers en andere vechtsportbeoefenaars.

## Spelbederf
Met spelbederf duidt men vaak gedrag uit dat weliswaar niet direct een spelregel van de sport schendt of als valsspelen kan worden gezien, maar wat wel de vaart uit het spel haalt en als onsportief wordt gezien. De spelregels voorzien in veel gevallen hierin of zijn mettertijd aangepast. Voorbeelden zijn:
- Bij hockey of voetbal een overtreding begaan tegen een vijand die op het punt staat te scoren. Hierdoor moet de scheidsrechter affluiten en wordt dus effectief een correct doelpunt belet. In beide sporten schrijven de regels een strafschop of strafbal voor. Voor 1963 kende het hockey de strafbully maar aangezien ook die gevoelig was voor misbruik door de verdedigende partij is dit vervangen door de strafbal. Overigens kan een scheidsrechter ook de voordeelregel toepassen wanneer affluiten nadeel voor de partij in balbezit oplevert.
- Een Schwalbe, een tackle van de tegenpartij simuleren door (luid kermend) op de grond te vallen, in de hoop een vrije bal toegewezen te krijgen. De scheidsrechter kan de toneelspeler echter bestraffen met een gele kaart.
- Bij het doel van de tegenstander rondhangen in de hoop een verdwaalde bal te krijgen en te scoren. De buitenspelregel is hiertegen ingevoerd.
- Appelleren, bij (vermeende) overtredingen van de tegenstander de scheidsrechter hierop attent maken, of op een andere manier de scheidsrechter proberen te intimideren of beïnvloeden.
- De voornaam van een tegenstander roepen in de hoop dat deze de bal toespeelt, of tegenstanders op een andere manier afleiden.
- Tijdrekken door bijvoorbeeld extra lang over een vrije trap, slag of worp te doen of de bal doelloos rond te spelen. Om dit te voorkomen kan een scheidsrechter blessuretijd aan de wedstrijd toevoegen, teneinde zoveel mogelijk ´zuivere speeltijd´ te behouden.

## Specifieke opmerkelijke voorbeelden per sport
Iedere sport is uiteraard anders, en heeft daarom ook eigen sportiviteitsnormen. Soms zijn zij in de spelregels vastgelegd en soms zijn ze ongeschreven. Hieronder volgt een aantal voorbeelden per sport die uit dit speciale karakter voortvloeit.
- Golf: Deze sport heeft een hoog sociaal en snobistisch gehalte en kent daarom zelfs een zeer uitgebreide etiquette, die een groot aantal hoffelijkheidsregels omvat. De etiquette is als aanhangsel, bijlage of apart hoofdstuk in iedere editie van de spelregels van golf opgenomen. Deze etiquette is geenszins uitputtend, en zijn nog veel meer geschreven en ongeschreven regels. Daarbij kan golf ook, indien niet op de juiste wijze beoefend, gevaar opleveren. Voorbeelden zijn:
  - Een golfer dient zich stil te houden als zijn tegenstander een (oefen)slag maakt;
  - Als de tegenstander zijn of haar bal kwijt is, help je mee met zoeken;
  - Het is "good practise" om de tegenstander een "tee" of soms zelfs eventueel een bal te lenen, mocht hij door uitzonderlijke pech de zijne allemaal kwijtraken (dit doet niet af aan de verantwoordelijkheid zelf voor genoeg tees en ballen te zorgen);
  - Wanneer een achterkomende "flight" sneller is, laat je deze voor;
  - Maak geen oefenslagen in de richting van anderen. Niemand vindt het prettig om door een regen van aardkluiten en steentjes te worden getroffen. Bovendien kan het gevaarlijk als een steen per ongeluk met grote kracht tegen het gezicht komt;
  - Hou afstand van spelers voor je en sla slechts wanneer er geen gevaar meer te duchten is dat een speler of omstander daadwerkelijk door de bal geraakt wordt. Wees voorzichtig met bomen waartegen de bal kan afketsen. Wanneer er wel gevaar van een slag te duchten is dient men hard "fore!" te roepen (of iets anders wanneer de bal gevaar oplevert voor iemand die zich buiten het baanterrein bevindt en niet weet wat "fore!" betekent).
  - Complimenteer de tegenstander met een goede slag.
- Hockey
  - De stick niet boven de schouder heffen, niet "snijden" (met kracht en schuingehouden stick slaan zodat de bal met hoge snelheid te lucht in gaat), en alleen hoog pushen als dit geen gevaar oplevert;
  - Een hockeybal die hard tegen de voet geslagen wordt kan letsel opleveren waardoor een speler geblesseerd raakt en gewisseld wordt, maar is ook een overtreding die tot een vrije slag bij de andere partij leidt. Het wordt als hoffelijk gezien in zo´n geval hier geen gebruik van te maken en de bal opzettelijk naar de tegenstander te spelen, omdat die immers al nadeel door de blessure heeft.
- Vechtsporten
  - Je krachten te allen tijde dusdanig beheersen dat de tegenstander niet daadwerkelijk letsel kan oplopen;
  - Vechtsportvaardigheden mogen niet buiten de sportruimte gebruikt worden, behoudens noodweer. Wel geldt dan de zogenaamde Garantenstellung: men wordt naar een strengere norm beoordeeld, omdat men geacht wordt de krachten beter te kunnen beheersen.
- Schaken
  - Het publiek dient de concentratie van de schakers te respecteren en houdt dus zijn mond. Met name inhoudelijke opmerkingen over het spel, de stand van de schaakklok of het souffleren van een van de spelers wordt als onsportief gezien. Wie dit doet wordt meteen verwijderd.
  - Een speler die denkt niet meer te kunnen winnen kan remise aanbieden; wanneer dit niet wordt geaccepteerd dient de partij gewoon te worden uitgespeeld of kan de speler opgeven. Een voorbeeld van als zeer onsportief gezien gedrag in strijd hiermee toonde de schaker Curt von Bardeleben. Toen hij in de gaten kreeg dat hij een partij op een belangrijk toernooi door een meesterlijke combinatie zou verliezen en hierdoor gezichtsverlies zou lijden, verliet hij de zaal en verloor door tijdsoverschrijding.